# Скадовская городская община
Скадовская городская община (укр. Скадовська міська громада) — территориальная община в Скадовском районе Херсонской области Украины.
Создана вследствие административно-территориальной реформы по распоряжению Кабинета Министров Украины № 726-р от 12 июня 2020 года путём объединения Скадовского городского совета и Антоновского, Благодатненского, Красненского, Птаховского, Приморского, Таврийского, Тарасовского, Ульяновского, Шевченковского и Широковского сельских советов Скадовского района.
На данный момент община под контролем Российской Федерации.
Всего община включила 1 город (Скадовск), 9 посёлков и 18 сёл. Своё название община получила от названия административного центра — города Скадовск.
Население общины составляет 34 758 человек, площадь общины 776,3 км².

## Населённые пункты
В состав общины входят город Скадовск, сёла Андреевка, Великая Андроновка, Остроподолянское, Даровка, Красное, Малая Андроновка, Малоалександровка, Николаевка, Новоукраинка, Александровка, Петровка, Приморское, Радостное, Тарасовка, Ульяновка, Хатки, Шевченко, Широкое и посёлки Антоновка, Благодатное, Вишнёвое, Грушёвка, Зелёное, Озёрное, Петропавловка, Степное и Таврия.

## История общины
С февраля 2022 года община оккупирована российскими войсками в ходе вторжения России в Украину.